# Comandos Populares de Liberación
Los Comandos Populares de Liberación fueron una guerrilla de extrema izquierda que surge como desprendimientos de lo que fueran varios miembros del Ejército de Liberación Nacional, siendo un distintivo que estos miembros recibieron adiestramiento militar en Cuba. Los objetivos de este grupo era el de crear las condiciones para una "guerra popular prolongada".

## Historia
La guerrilla inició como una escisión del Ejército de Liberación Nacional teniendo varias divergencias tácticas con este, como el acercamiento a movimientos obreros y sindicales en Las actividades del grupo aumentarían en el año de 1973, empezando el 26 de agosto de 1973 con la plantación de varios artefactos explosivos en los patios internos de la jefatura de policía de la provincia de Buenos Aires, clamando responsabilidad por el ataque en represalia a una protesta de trabajadores.
Durante las elecciones presidenciales de Argentina de septiembre de 1973 el grupo firmó un comunicado junto al FAL-22 donde hablaban de los resultados de la elección, clamando que "la dictadura había terminado". En otro comunicado hablaba de como seguiría activo a pesar "haber triunfado", siendo activo durante el Proceso de Reorganización Nacional. Durante este periodo llama a "Guerra Revolucionaria" y luchar "hacia una Argentina sin explotadores ni explotados". 
En noviembre de 1973 el grupo estuvo en algunos congresos del Frente Antiimperialista y por el Socialismo, pero rechazando estar en el proyecto justificándolo:
```
 "Y eso es también una contribución en el proceso de unidad revolucionaria, ya que avanzar hacia ella supone, entre otras cosas, reconocer la existencia de distintas propuestas en el campo de los sectores revolucionarios, confrontarlas sin sectarismos y comprender que la superación de esas divergencias sólo se logrará combinando la actitud más fraternal en el debate con la disposición mayor a movilizarse y luchar en común. De esta forma iremos avanzando en el camino de la organización independiente de la clase obrera, confluyendo desde la izquierda y el peronismo, en el proceso de la guerra revolucionaria que habrá de llevarnos a la construcción de una Argentina sin explotadores ni explotados, la Argentina Liberada y Socialista".
[
8
]
```

También el grupo fue responsable de algunos actos de sabotaje contra fábricas y vehículos que transportaban armas a Chile, en condena a la represión a los diferentes de la sociedad chilena durante la dictadura militar de Augusto Pinochet. Una de estas acciones más relevantes fue la que procedió a colocar cargas explosivas a lo largo de 400 m de ruta ferroviaria en un punto cercano a la localidad de Potrerillos (Mendoza). Una falla técnica del circuito eléctrico determinó que no accionara el mecanismo de encendido. El grupo sufrió de varios embates durante 1974, pero a pesar de ello siguió organizándose con otros grupos de izquierda y peronistas insurreccionales